# Blood Sugar Sex Magik
Het album Blood Sugar Sex Magik van de Red Hot Chili Peppers verscheen in oktober 1991. Het is het vijfde studioalbum van de Peppers, en betekende voor de groep de grote doorbraak, met hits als Give It Away, Suck My Kiss, Breaking the Girl en de wereldhit Under the Bridge. Dit is tevens het eerste album met het label Warner Music.
De Red Hot Chili Peppers braken volledig door met dit album. Later op de tour na dit album werd dit John Frusciante te veel en stapte hij uit de band.
Voor de eerste keer in de geschiedenis van de Peppers was er te veel materiaal. Producer Rick Rubin wilde er een dubbelalbum van maken, maar de platenmaatschappij dacht dat mensen nog niet bereid zouden zijn om extra geld te betalen voor een dubbel-cd. Daarom werd veel materiaal weggelaten, zoals Soul To Squeeze.
Blood Sugar Sex Magik staat op de 310e plaats in de 500 Greatest Albums Of All Time van het blad Rolling Stone.
De hoes-illustratie van dit album is gemaakt door Henk Schiffmacher.

## Nummers
1. "The Power of Equality" – 4:03
2. "If You Have to Ask" – 3:37
3. "Breaking the Girl" – 4:55
4. "Funky Monks" – 5:23
5. "Suck My Kiss" – 3:37
6. "I Could Have Lied" – 4:04
7. "Mellowship Slinky in B Major" – 4:00
8. "The Righteous & the Wicked" – 4:08
9. "Give It Away" – 4:43
10. "Blood Sugar Sex Magik" – 4:31
11. "Under the Bridge" – 4:24
12. "Naked in the Rain" – 4:26
13. "Apache Rose Peacock" – 4:42
14. "The Greeting Song" – 3:14
15. "My Lovely Man" – 4:39
16. "Sir Psycho Sexy" – 8:17
17. "They're Red Hot" (Robert Johnson) – 1:11